# Баррикадское сельское поселение
Баррика́дское сельское поселение — сельское поселение в Исилькульском районе Омской области.
Административный центр — село Баррикада.

## География
Расстояние до районного центра — 32 км.

## Административное деление
| статус  | населённый пункт | год основания |
| ------- | ---------------- | ------------- |
| село    | Баррика́да        | ?             |
| село    | Васю́тино         | 1908          |
| село    | Ксе́ньевка        | 1895          |
| деревня | Красновознесе́нка | ?             |
| деревня | Новопетрогра́д    | ?             |
| деревня | Улендыку́ль       | ?             |

## Население
| 2010  | 2011  | 2012  | 2013  | 2014  | 2015  | 2016  |
| ----- | ----- | ----- | ----- | ----- | ----- | ----- |
| 1425  | ↘1419 | ↘1369 | ↘1304 | ↘1258 | →1258 | ↘1252 |
| 2017  | 2018  | 2019  | 2020  | 2021  | 2023  |       |
| ↘1222 | ↘1178 | ↘1145 | ↘1118 | ↘1063 | ↘1023 |       |

| Статус  | Населённый пункт | Население (чел.) |
| ------- | ---------------- | ---------------- |
| село    | Баррика́да        | 974              |
| село    | Васю́тино         | 57               |
| село    | Ксе́ньевка        | 146              |
| деревня | Красновознесе́нка | 141              |
| деревня | Новопетрогра́д    | 38               |
| деревня | Улендыку́ль       | 260              |